# Cultura Lefkandi I
A cultura Lefkandi I desenvolveu-se entre 2450/2400 – 2200/2150. A distribuição da cerâmica da cultura Lefkandi I no continente ocorreu na Tessália, Eubeia, Ática Oriental, Beócia, e Égina. Os tipos de cerâmica pertencentes a esta cultura varia enormemente de local para local.
O único local escavado que possui túmulos atribuídos a esta cultura são de Manika na Eubeia. O método de sepultamento é idêntico ao praticado durante a cultura Korakou.
A cerâmica da cultura Lefkandi I é caracterizada por distintivas formas em vermelho ou preto polido, claramente derivado de protótipos da Anatólia. As formas favoritas incluem pratos, tigelas com jantes encurvadas, canecas com um cabo, copos com dois cabos, raras jarras de bico de píxides esféricos incisos. Na Beócia ainda foram encontradas outras formas como a caneca pétala de aro (ou boca dobrada), a tigela Bass (tigela com alça em forma de ombro com lábio invertido) e o Trompettenkanne (jarro de boca redonda e perfil angular do corpo).
A cultura Lefkandi I é considerada por muitos autores como a antecessora e progenitora da cultura Tirinto.